# 孙永福
孙永福（1941年2月26日—），陕西长安人，中国铁路工程专家。1962年毕业于长沙铁道学院。教授级高级工程师。曾任青藏铁路建设领导小组副组长、中华人民共和国铁道部副部长（1984至2006年）、中国铁道学会理事长等职 。2005年当选中国工程院工程管理学部院士。
1960年5月加入中国共产党。2008年，当选第十一届全国政协常务委员，代表中国共产党，分入第二组。并担任经济委员会副主任。